# Port lotniczy Hwangju
Port lotniczy Hwangju – port lotniczy w miejscowości Hwangju, w Korei Północnej. Jest administrowany przez Koreańską Armię Ludową. Jest używane zarówno do celów wojskowych, jak i cywilnych.